# János Kalmár (Fechter)
János Kalmár (* 16. April 1942 in Budapest) ist ein ehemaliger ungarischer Säbelfechter.

## Erfolge
János Kalmár wurde 1969 in Havanna im Einzel Vizeweltmeister. Mit der Mannschaft gewann er 1969 außerdem die Bronzemedaille sowie 1970 in Ankara die Silbermedaille. Bei den Olympischen Spielen 1968 in Mexiko-Stadt erreichte er in der Mannschaftskonkurrenz die Finalrunde und setzte sich im Gefecht um Rang drei gegen Frankreich mit 9:5 durch. Gemeinsam mit Péter Bakonyi, Tamás Kovács, Miklós Meszéna und Tibor Pézsa erhielt Kalmár somit Bronze.